# 굿바이 러버
《굿바이 러버》(영어: Goodbye Lover)는 미국에서 제작된 롤런드 조페이 감독의 1999년 네오누아르 코미디 스릴러 영화이다. 퍼트리샤 아켓 등이 출연하였고, 패트릭 맥대라 등이 제작에 참여하였다.
1998년 제51회 칸 영화제에서 전 세계 최초로 상영되었고, 1999년 4월 16일 미국에서 극장 개봉하였다.

## 출연진
- 퍼트리샤 아켓
- 더멋 멀로니
- 엘런 디제너러스
- 메리루이즈 파커
- 레이 매키넌
- 앨릭스 로코
- 돈 존슨
- 앙드레 그레고리
- 존 네빌
- 빈센트 갤로

## 기타 제작진
- 라인 제작: 제럴드 T. 올슨
- 배역: 셰리 로즈, 조지프 미들턴
- 미술: 스튜어트 스타킨
- 의상: 시어도라 밴렁클